# São Paulo Challenger (2002)
Il São Paulo Challenger (2002), noto come Visa Tennis Open per ragioni di sponsorizzazione, è stato un torneo professionistico maschile di tennis giocato su campi in cemento. Faceva parte dell'ATP Challenger Series. Si è giocata solo l'edizione del 2002, a San Paolo in Brasile.

## Albo d'oro

### Singolare
| Anno | Campione         | Finalista  | Punteggio |
| ---- | ---------------- | ---------- | --------- |
| 2002 | Franco Squillari | Luis Horna | 6–2, 6–4  |

### Doppio
| Anno | Campioni                      | Finalisti                 | Punteggio |
| ---- | ----------------------------- | ------------------------- | --------- |
| 2002 | Mariano Hood Sebastián Prieto | Luis Horna Sergio Roitman | 6–3, 6–4  |